# SFera (czasopismo)
SFera – polskie czasopismo o tematyce fantastycznej wydawane w latach 1984–1988. 
Andrzej Szatkowski, redaktor SFery, wkrótce po debiucie czasopisma, uznał to za „niewątpliwe wydarzenie na polu polskiej fantastyki naukowej”. Zauważył też, że gdyby nie wydarzenia stanu wojennego, SFera byłaby pierwszym polskim czasopismem o fantastyce, ubiegając „Fantastykę” (która ukazała się w 1982 roku); jako że pierwszy numer SFery (w formacie 32 stron A4 i nakładzie 2 000, przygotowany przez Ogólnopolski Klub Miłośników Fantastyki i Science Fiction z pomocą Socjalistycznego Związku Studentów Polskich) został już wydrukowany pod koniec 1981 „ale nigdy nie opuścił drukarni”. 
Pierwsza publicznie dostępna SFera wydawana była nieregularnie w latach 80., konkretnie: od grudnia 1984 do 1988 przez Polskie Stowarzyszenie Miłośników Fantastyki (przy współpracy z Zrzeszeniem Studentów Polskich), którego była biuletynem klubowym. Redaktorem naczelnym był Andrzej Szatkowski. Ukazało się sześć numerów (choć według niektórych opisów, pozycja była dwu- albo trzymiesięcznikiem), w tym dwa podwójne. Nakład pierwszego numeru wynosił 3.000 egzemplarzy, a czwartego 6.000; przeciętny nakład wynosił ok. 5.000 egzemplarzy, przy formacie A3 i objętości 16 stron.  
Szatkowski opisał cele pisma następująco: „Pismo umożliwi Stowarzyszeniu obalić pewne mity, ukazać mechanizmy rządzące ruchem klubowym (i nie tylko), rozwiać lub obudzić nadzieje, a przede wszystkim pokazać działalność PSFM w innym świetle. Wszystkim tym tematom pragnie »SFera« poświęcić wiele miejsca”. W praktyce, publikacja zawierała teksty prasowe, informacyjne i krytyczne, zwłaszcza o fantastyce i fandomie, teksty paranaukowe oraz opowiadania autorów polskich i zagranicznych, a także recenzje gier planszowych i komputerowych. W numerze z 1984 znajduje się jeden z najstarszych polskich tekstów o grach fabularnych. W 1986 ukazała się w niej pierwsza manga wydana w Polsce (komiks Black Knight Batto, znany na Zachodzie jako Black Knight Bat, autorstwa Buichiego Terasawy; publikowana jednak bez zgody autora). 
Tytuł reaktywowano na krótko w 2003, jako miesięcznik pod redakcją Piotra Pieńkowskiego, do końca roku ukazało się 6 numerów. Wydawcą był Dom Mediowy „Sukces”. Miało podtytuły literatura, filmy, gry, komiksy: nowy fantastyczny magazyn, a od numeru trzeciego, wszystko o fantastyce. 